# Alexis Texas
Alexis Texas (Panamá, 25 de mayo de 1985) es una actriz pornográfica, directora de cine para adultos y modelo erótica estadounidense.

## Biografía
Alexis nació en la base militar estadounidense ubicada en Panamá, aunque creció en el área de San Antonio (Texas), ya en suelo norteamericano.
Trabajó como camarera en el bar Dillinger's, en la ciudad de San Marcos, con el fin de ahorrar dinero para pagar sus estudios. Asistió a la Universidad Estatal de Texas, donde estudió terapia respiratoria, y obtuvo un título de asociado. En el área de Texas, la productora pornográfica Shane's World se encontraba rodando escenas para la serie College Amateur Tour, lo que le animó a participar en la filmación.
Debutó como actriz pornográfica en 2006, con 21 años.
En 2012 hizo una aparición el video musical Bandz a Make Her Dance del rapero Juicy J.

## Vida privada
Alexis estuvo casada con el también actor pornográfico Mr. Pete, entre 2008 y 2013.
Es de ascendencia alemana, noruega y puertorriqueña.

## Premios
| Premiación                             | Año  | Resultado | Categoría                                         | Trabajo                                           |
| -------------------------------------- | ---- | --------- | ------------------------------------------------- | ------------------------------------------------- |
| Premio Empire                          | 2008 | Nominada  | Mejor DVD orgiástico                              | Alexis Texas is Buttwoman                         |
| Premio Night Moves Adult Entertainment | 2008 | Nominada  | Mejor actriz revelación (Elección de los fanes)   | Mejor actriz revelación (Elección de los fanes)   |
| Premio Night Moves Adult Entertainment | 2011 | Nominada  | Mejor intérprete femenina (Elección de los fanes) | Mejor intérprete femenina (Elección de los fanes) |
| Premio Night Moves Adult Entertainment | 2012 | Nominada  | Mejor cola (Elección de los fanes)                | Mejor cola (Elección de los fanes)                |
| Premio CAVR                            | 2009 | Nominada  | Actriz del año                                    | Actriz del año                                    |
| Premio XRCO                            | 2009 | Nominada  | Mejor película gonzo                              | Alexis Texas is Buttwoman                         |
| Premio AVN                             | 2010 | Ganadora  | Mejor escena de sexo lésbico en grupo             | Deviance                                          |
| Premio AVN                             | 2014 | Nominada  | Cola más caliente (Elección de los fanes)         | Cola más caliente (Elección de los fanes)         |
| Premio AVN                             | 2016 | Ganadora  | Mejor escena de sexo lésbico en grupo             | Angela 2                                          |
| Premio AVN                             | 2016 | Nominada  | La cola más épica                                 | La cola más épica                                 |
| Premio F.A.M.E.                        | 2010 | Nominada  | Cola favorita                                     | Cola favorita                                     |
| Premio F.A.M.E.                        | 2010 | Nominada  | El cuerpo más caliente.                           | El cuerpo más caliente.                           |
| Premio XBIZ                            | 2013 | Nominada  | Sitio de intérprete del año                       | AlexisTexas.com                                   |
| Fanny Award                            | 2014 | Nominada  | Cola más heroica (Mejor anal)                     | —                                                 |